# Alfabeto mandaico
L'alfabeto mandaico o mandeo è utilizzato per scrivere la lingua mandaica ed è basato sull'alfabeto aramaico.
Il nome mandaico per l'alfabeto è Abagada o Abaga, derivato dai nomi delle prime quattro o tre lettere.
Si compone di 24 lettere, le 22 lettere aramaiche più due.
Tutte le lettere hanno per i Mandei delle proprietà magiche.
Avendo arricchito il proprio vocabolario con parole persiane, il mandaico moderno e post-classico ha aggiunto ulteriori quattro lettere all'alfabeto.

## Alfabeto
| #     | Nome | Lettera | unita ad altre | unita ad altre | unita ad altre | Traslitterazione | Traslitterazione | IPA  | Unicode         |
| #     | Nome | Lettera | Destra         | Media          | Sinistra       | Latino           | Ebraico          | IPA  | Unicode         |
| ----- | ---- | ------- | -------------- | -------------- | -------------- | ---------------- | ---------------- | ---- | --------------- |
| 1, 24 | a    | ࡀ       | ـࡀ             |                |                | a                | א                | a    | U+0840 HALQA    |
| 2     | ba   | ࡁ       | ـࡁ             | ـࡁـ            | ࡁـ             | b                | ב                | b    | U+0841 AB       |
| 3     | ga   | ࡂ       | ـࡂ             | ـࡂـ            | ࡂـ             | g                | ג                | g    | U+0842 AG       |
| 4     | da   | ࡃ       | ـࡃ             | ـࡃـ            | ࡃـ             | d                | ד                | d    | U+0843 AD       |
| 5     | ha   | ࡄ       | ـࡄ             | ـࡄـ            | ࡄـ             | h                | ה                | h    | U+0844 AH       |
| 6     | wa   | ࡅ       | ـࡅ             | ـࡅـ            | ࡅـ             | u                | ו                | u, w | U+0845 USHENNA  |
| 7     | za   | ࡆ       | ـࡆ             |                |                | z                | ז                | z    | U+0846 AZ       |
| 8     | eh   | ࡇ       | ـࡇ             |                |                | -ẖ               | ח                | χ    | U+0847 IT       |
| 9     | ṭa   | ࡈ       | ـࡈ             | ـࡈـ            | ࡈـ             | ṭ                | ט                | t̴    | U+0848 ATT      |
| 10    | ya   | ࡉ       | ـࡉ             |                |                | i                | י                | i, j | U+0849 AKSA     |
| 11    | ka   | ࡊ       | ـࡊ             | ـࡊـ            | ࡊـ             | k                | כ                | k    | U+084A AK       |
| 12    | la   | ࡋ       | ـࡋ             | ـࡋـ            | ࡋـ             | l                | ל                | l    | U+084B AL       |
| 13    | ma   | ࡌ       | ـࡌ             | ـࡌـ            | ࡌـ             | m                | מ                | m    | U+084C AM       |
| 14    | na   | ࡍ       | ـࡍ             | ـࡍـ            | ࡍـ             | n                | נ                | n    | U+084D AN       |
| 15    | sa   | ࡎ       | ـࡎ             | ـࡎـ            | ࡎـ             | s                | ס                | s    | U+084E AS       |
| 16    | -    | ࡏ       | ـࡏ             | ـࡏـ            | ࡏـ             | ʿ                | ע                | e    | U+084F IN       |
| 17    | pa   | ࡐ       | ـࡐ             | ـࡐـ            | ࡐـ             | p                | פ                | p    | U+0850 AP       |
| 18    | ṣa   | ࡑ       | ـࡑ             | ـࡑـ            | ࡑـ             | ṣ                | צ                | s̴    | U+0851 ASZ      |
| 19    | qa   | ࡒ       | ـࡒ             | ـࡒـ            | ࡒـ             | q                | ק                | q    | U+0852 AQ       |
| 20    | -    | ࡓ       | ـࡓ             | ـࡓـ            | ࡓـ             | r                | ר                | r    | U+0853 AR       |
| 21    | ša   | ࡔ       | ـࡔ             |                |                | š                | ש                | ʃ    | U+0854 ASH      |
| 22    | ta   | ࡕ       | ـࡕ             | ـࡕـ            | ࡕـ             | t                | ת                | t    | U+0855 AT       |
| 23    | adu  | ࡖ       |                |                |                | ḏ-               | ד̌                | ð    | U+0856 DUSHENNA |

## Galleria d'immagini

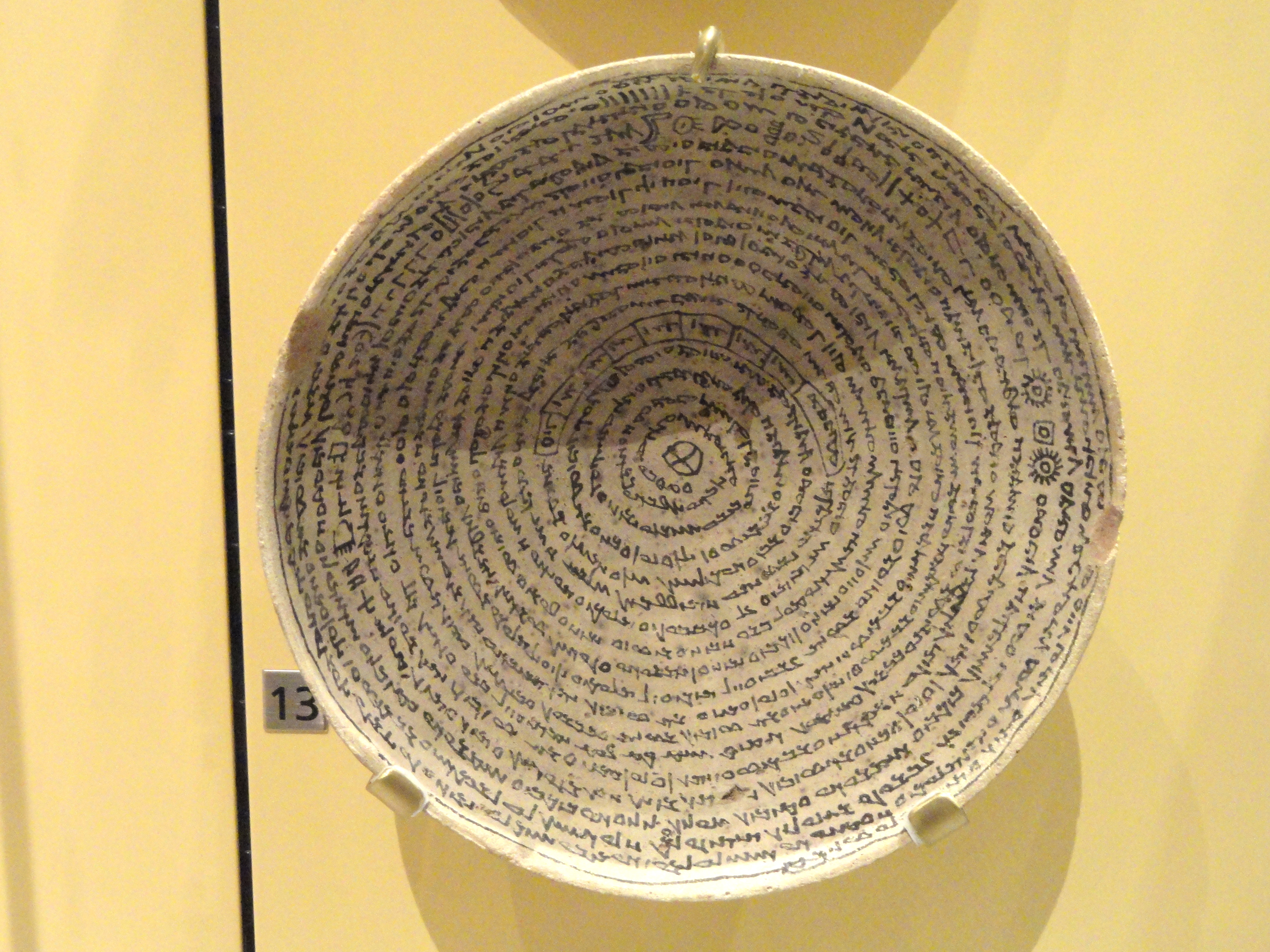
Ciotola incantatoria per Buktuya e famiglia, ca. 200-600 d.C., Royal Ontario Museum, Toronto, Canada
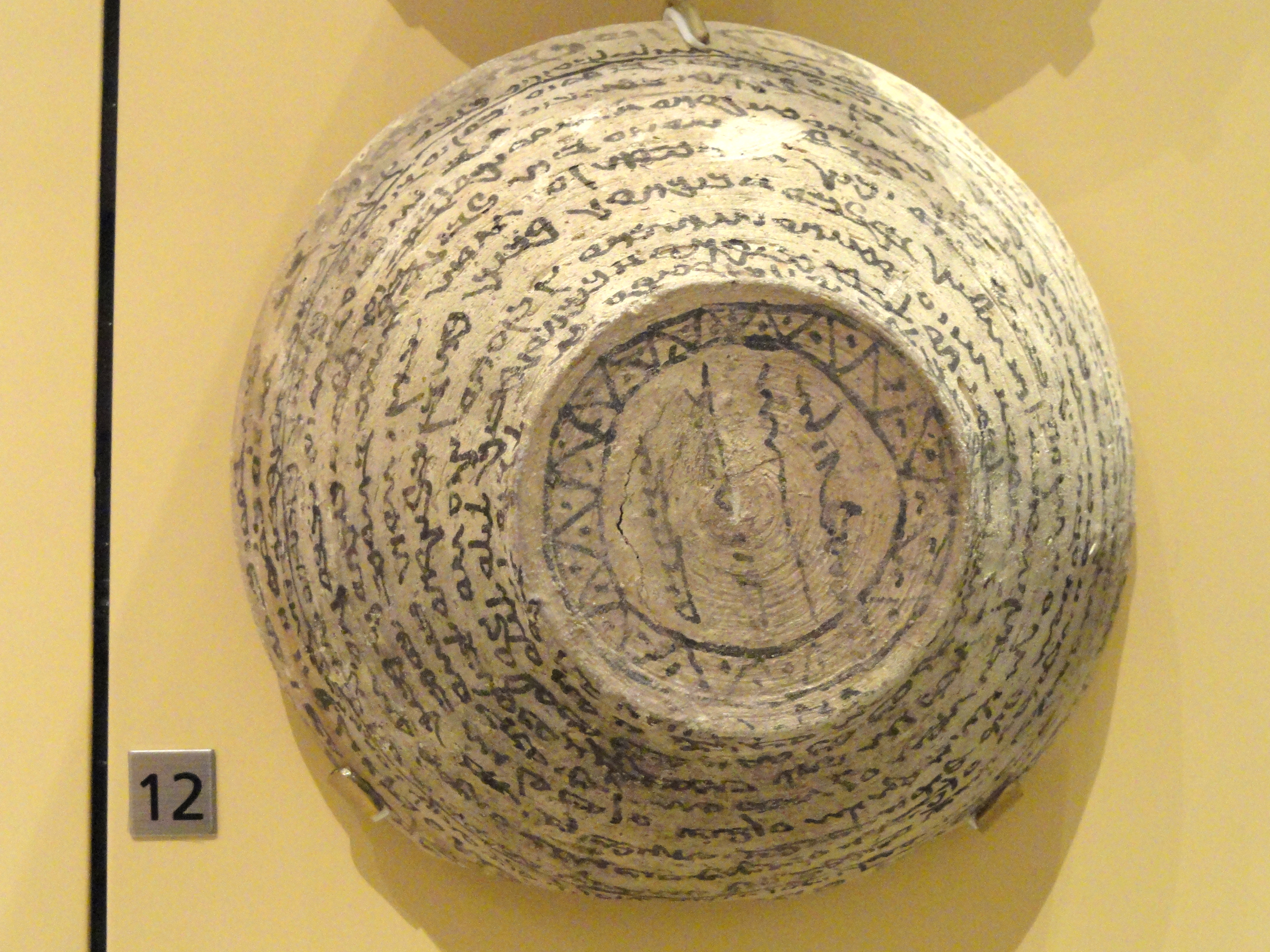
Ciotola incantatoria per Kuktan Pruk durante la gravidanza, ca. 200-600 d.C., Royal Ontario Museum
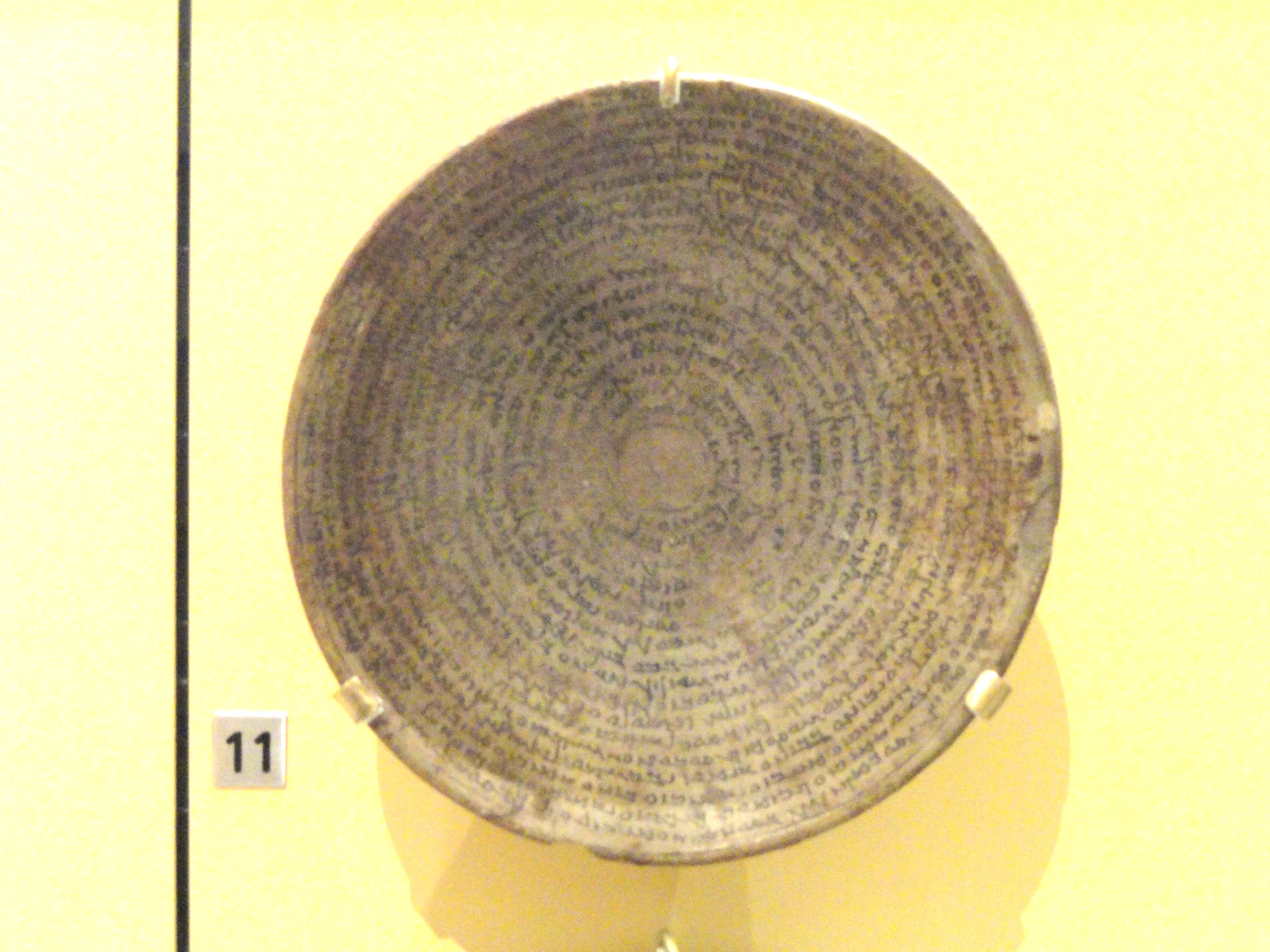
Ciotola incantatoria per proteggere Anush Busai e famiglia dalla malasorte, ca. 200-600 d.C., Royal Ontario Museum
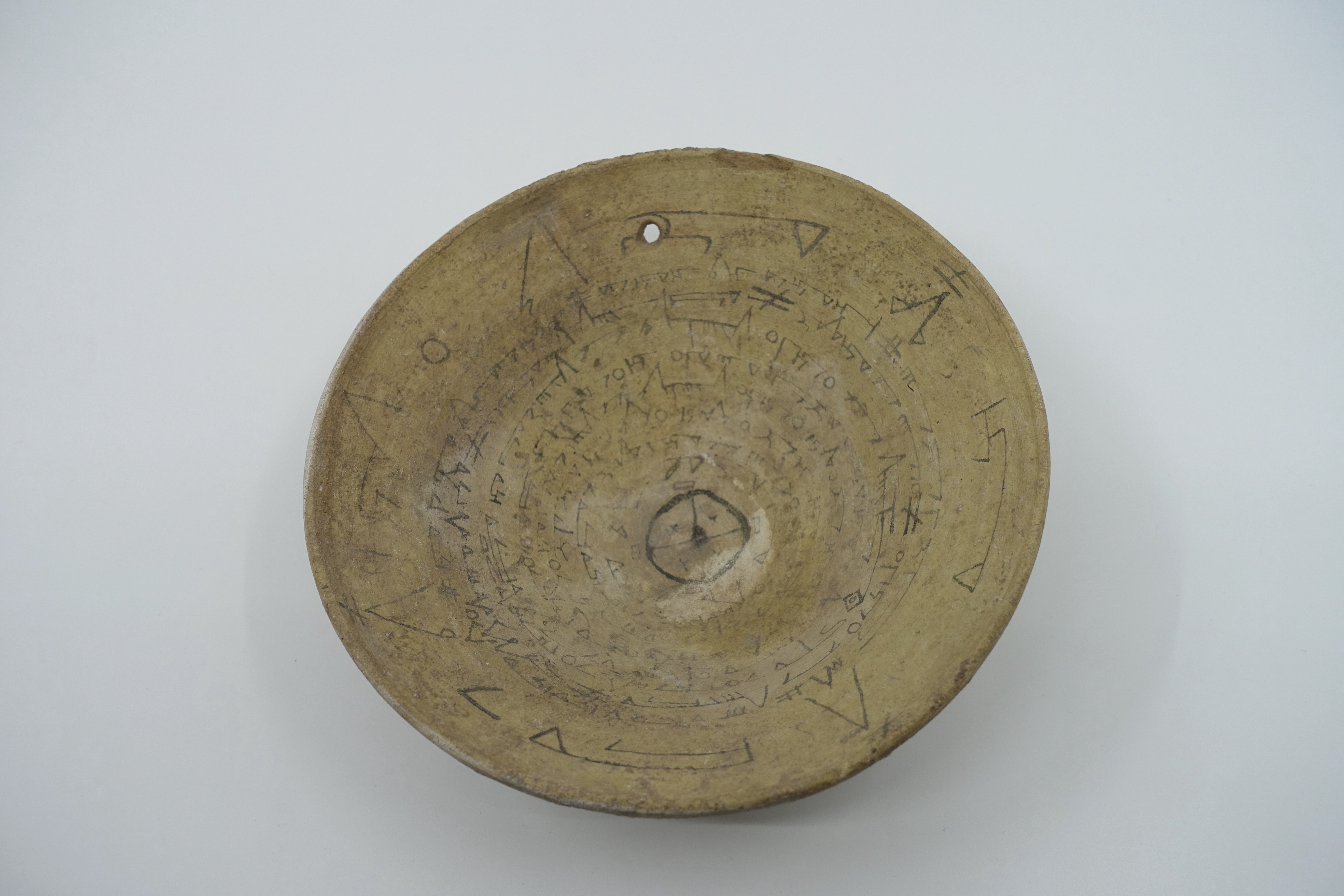
Ciotola incantatoria, V-VIII sec. d.C., Museo ebraico della Svizzera, Basilea, Svizzera